# Grand Prix automobile de Monaco 2012
GP précédent GP suivant
Le Grand Prix automobile de Monaco 2012 (Formula 1 Grand Prix de Monaco 2012), disputé le 27 mai 2012 sur le circuit de Monaco, est la 864e épreuve du championnat du monde de Formule 1 courue depuis 1950. Il s'agit de la cinquante-neuvième édition du Grand Prix de Monaco comptant pour le championnat du monde de Formule 1 et de la sixième manche du championnat 2012.
Lors des qualifications, le septuple champion du monde Michael Schumacher réalise le meilleur temps pour la première fois depuis son retour en Formule 1. Il écope toutefois d'une pénalité de cinq places pour un accrochage lors du Grand Prix précédent et la pole position revient à Mark Webber. Le pilote australien en fait bon usage : il ne cède sa place que quelques tours, à la suite de l'unique vague d'arrêts au stand, et remporte une course marquée par l'absence totale de dépassements. Nico Rosberg et Fernando Alonso complètent le podium, ce dernier reprenant au passage la tête du championnat du monde des pilotes. Pour la première fois depuis la création du championnat du monde en 1950, les six premières courses de la saison sont remportées par six pilotes différents. À l'issue de la course, dix-huit des vingt-quatre pilotes en lice au championnat ont marqué au moins un point.
Chez les constructeurs, Red Bull Racing conforte sa place en tête du championnat avec 146 points, prenant déjà de l'avance sur McLaren (108 points), Ferrari et Lotus (86 points chacune). À la fin du Grand Prix, neuf des douze écuries engagées au championnat ont marqué des points, Caterham, Marussia et HRT n'en ayant pas encore inscrit.

## Essais libres

### Première séance, le jeudi de 10 h à 11 h 30

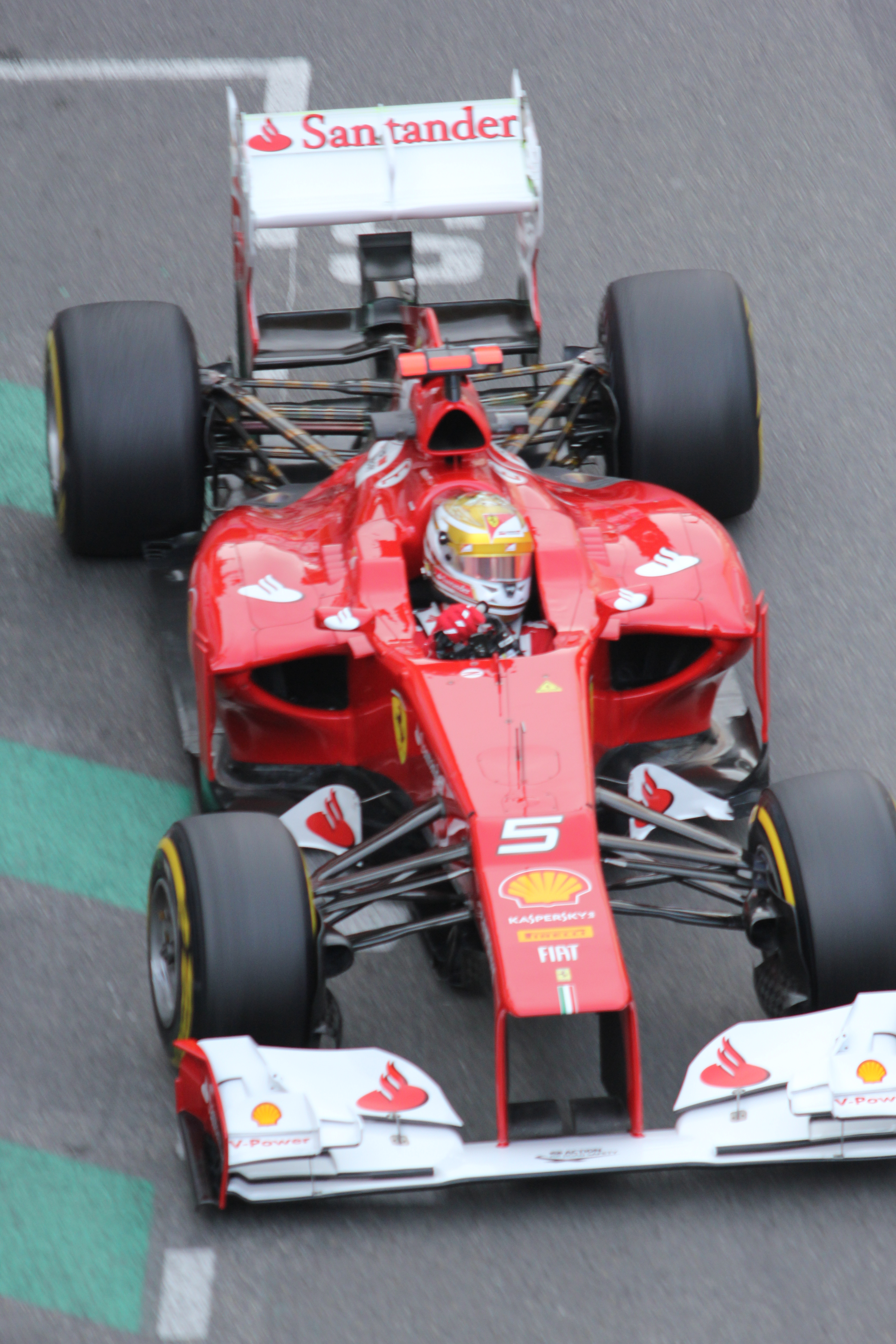
Fernando Alonso porte un casque « collector » pour le Grand Prix de Monaco.

| Pos. | Pilote           | Voiture          | Chrono         | Écart     |
| ---- | ---------------- | ---------------- | -------------- | --------- |
| 1    | Fernando Alonso  | Ferrari          | 1 min 16 s 265 |           |
| 2    | Romain Grosjean  | Lotus-Renault    | 1 min 16 s 630 | + 0 s 365 |
| 3    | Sergio Pérez     | Sauber-Ferrari   | 1 min 16 s 711 | + 0 s 446 |
| 4    | Lewis Hamilton   | McLaren-Mercedes | 1 min 16 s 747 | + 0 s 482 |
| 5    | Pastor Maldonado | Williams-Renault | 1 min 16 s 760 | + 0 s 495 |
| 6    | Felipe Massa     | Ferrari          | 1 min 16 s 843 | + 0 s 578 |

La température de l'air est de 22 °C et la piste est à 28 °C au départ de la première séance d'essais libres du Grand Prix de Monaco. Pour la première fois de la saison, aucun pilote de réserve ne prend la piste car les titulaires ont besoin d'un maximum de temps de roulage pour affiner leurs réglages sur ce tracé atypique. Les pilotes s'élancent très vite en piste pour effectuer un premier tour d'installation et Sergio Pérez, victime d'un violent accident l'année précédente en qualifications, établit le premier temps de référence de la journée en 1 min 39 s 497,,.
Il faut attendre plus de vingt minutes pour que Jean-Éric Vergne améliore, à huit reprises (1 min 30 s 858, 1 min 27 s 491, 1 min 23 s 961, 1 min 22 s 207, 1 min 21 s 361, 1 min 20 s 418, 1 min 19 s 788 et 1 min 19 s 086). Son compatriote Romain Grosjean le relaie en haut du classement en 1 min 18 s 820 puis cède un temps sa place à Michael Schumacher (1 min 18 s 654) avant de reprendre la tête à la mi-séance en 1 min 17 s 645 puis 1 min 17 s 188,,.
Quelques minutes plus tard, Felipe Massa touche légèrement le rail et doit rentrer au stand pour vérifier sa monoplace. Son coéquipier Fernando Alonso prend la tête en 1 min 17 s 126 mais ce temps est à nouveau amélioré par Romain Grosjean en 1 min 16 s 751. Lewis Hamilton le bat en 1 min 16 s 747 mais Grosjean tourne alors en 1 min 16 s 630. Il s'incline toutefois face à Fernando Alonso qui améliore à deux reprises, en 1 min 16 s 495 puis 1 min 16 s 265 alors que Heikki Kovalainen explose son moteur à la sortie du tunnel. La direction de course interrompt immédiatement la session sur drapeau rouge alors qu'il reste encore huit minutes. Finalement, la séance est définitivement close. Kimi Räikkönen, victime de problèmes de direction, n'a effectué qu'un seul tour d'installation durant toute la matinée,,.

### Deuxième séance, le jeudi de 14 h à 15 h 30
| Pos. | Pilote           | Voiture          | Chrono         | Écart     |
| ---- | ---------------- | ---------------- | -------------- | --------- |
| 1    | Jenson Button    | McLaren-Mercedes | 1 min 15 s 746 |           |
| 2    | Romain Grosjean  | Lotus-Renault    | 1 min 16 s 138 | + 0 s 392 |
| 3    | Felipe Massa     | Ferrari          | 1 min 16 s 602 | + 0 s 856 |
| 4    | Fernando Alonso  | Ferrari          | 1 min 16 s 661 | + 0 s 915 |
| 5    | Pastor Maldonado | Williams-Renault | 1 min 16 s 820 | + 1 s 074 |
| 6    | Nico Rosberg     | Mercedes         | 1 min 17 s 021 | + 1 s 275 |

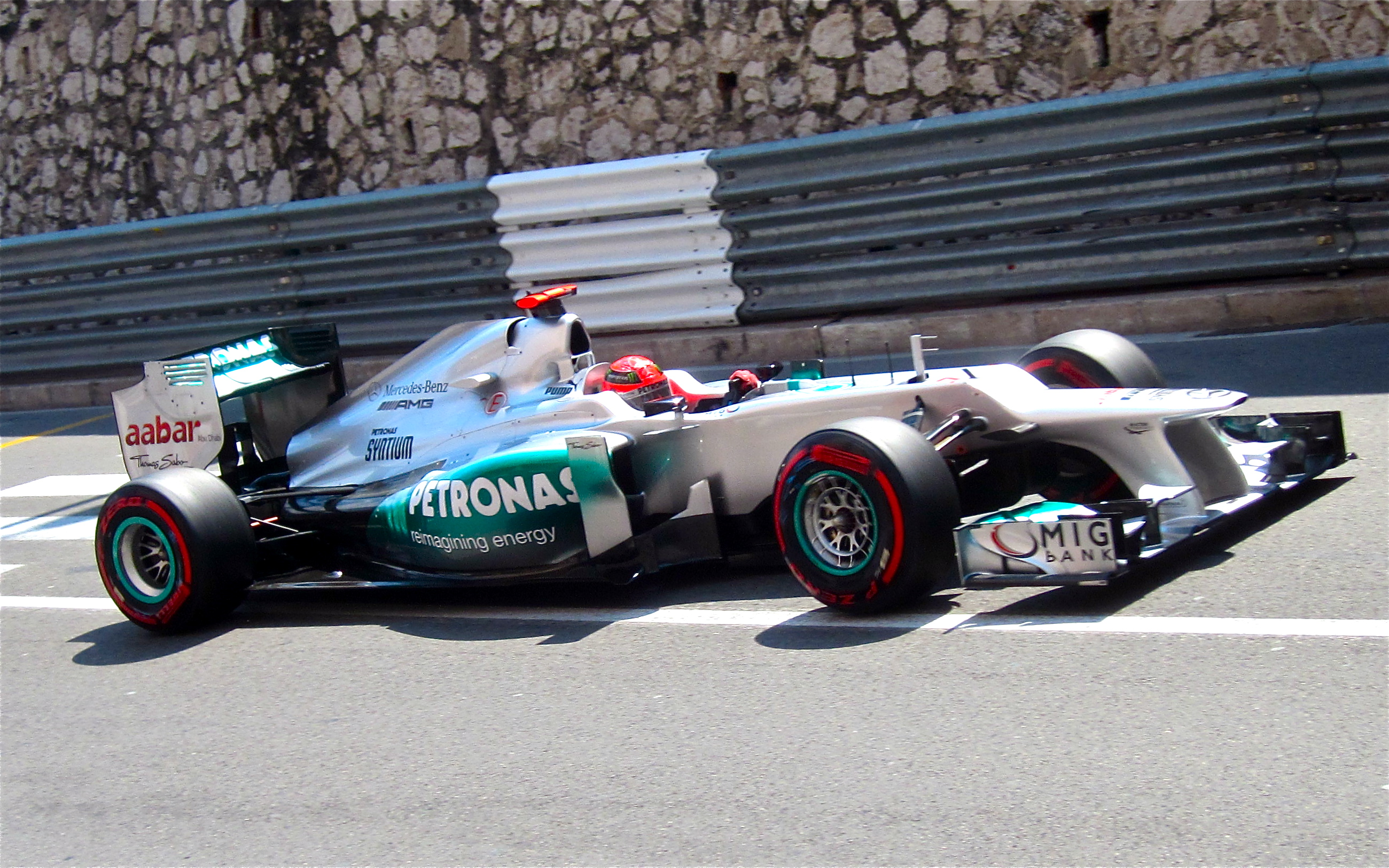
Michael Schumacher au Grand Prix de Monaco 2012.

La température ambiante est de 23 °C et la piste est à 31 °C au moment du départ de la deuxième séance d'essais libres. Comme lors de la première séance, Sergio Pérez s'installe immédiatement en tête du classement en 1 min 18 s 000. Son coéquipier chez Sauber, Kamui Kobayashi, améliore en 1 min 17 s 504 mais est rapidement battu par Michael Schumacher (1 min 17 s 349), Jenson Button (1 min 17 s 095), Fernando Alonso (1 min 16 s 944), Pastor Maldonado (1 min 16 s 820), à nouveau Alonso (1 min 16 s 661) et à nouveau Button (1 min 15 s 374), premier pilote à chausser des pneus tendres,,.
Alors qu'il reste encore une heure et quart, une averse s'abat sur le circuit, provoquant le retour au stand de l'ensemble des pilotes en piste. Il faut attendre vingt minutes pour que Timo Glock se relance en piste, suivi par Kimi Räikkönen et Alonso. La piste reste légèrement humide par endroits et les pilotes comprennent qu'ils ne pourront pas améliorer leurs performances dans ces conditions, d'autant qu'une nouvelle averse, plus légère, éclate,,.
Certains pilotes se relancent alors en pneus intermédiaires pour effectuer un test de roulage avec ces pneus car il est envisageable que les conditions météorologiques du samedi, durant la qualification, puissent nécessiter l'usage de tels pneus. Les deux pilotes Williams, Bruno Senna et Pastor Maldonado, effectuent une sortie de piste au virage Mirabeau mais réussissent à prendre l'échappatoire sans toucher les rails de sécurité. Pérez et Felipe Massa sont victimes de la même mésaventure un peu plus tard, sans dommage non plus, ce qui n'est pas le cas d'Heikki Kovalainen qui doit abandonner sa monoplace endommagée,,.
La piste ne cesse de s'humidifier et tous les pilotes terminent la séance en pneus intermédiaires, sans parvenir à améliorer le temps établi avant la pluie par Button, qui devance Romain Grosjean, Felipe Massa, Fernando Alonso et Pastor Maldonado,,.

### Troisième séance, le samedi de 11 h à 12 h
| Pos. | Pilote           | Voiture          | Chrono         | Écart     |
| ---- | ---------------- | ---------------- | -------------- | --------- |
| 1    | Nico Rosberg     | Mercedes         | 1 min 15 s 159 |           |
| 2    | Felipe Massa     | Ferrari          | 1 min 15 s 197 | + 0 s 038 |
| 3    | Sebastian Vettel | Red Bull-Renault | 1 min 15 s 209 | + 0 s 050 |
| 4    | Fernando Alonso  | Ferrari          | 1 min 15 s 210 | + 0 s 051 |
| 5    | Romain Grosjean  | Lotus-Renault    | 1 min 15 s 445 | + 0 s 286 |
| 6    | Jenson Button    | McLaren-Mercedes | 1 min 15 s 471 | + 0 s 312 |

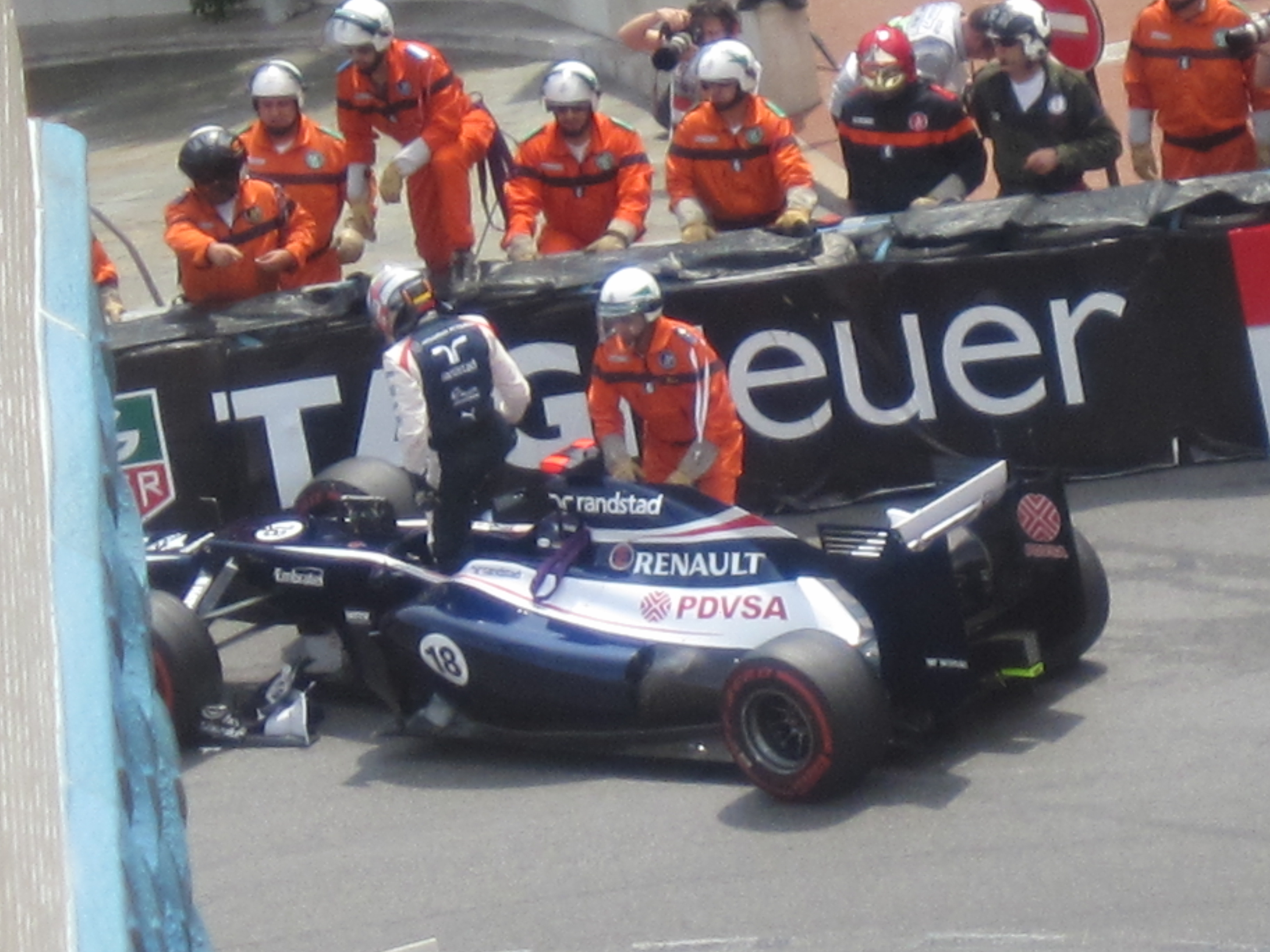
Pastor Maldonado après son accrochage avec Sergio Pérez à Monaco.

La température ambiante est de 24 °C et la piste est à 31 °C au départ de la dernière séance d'essais libres du Grand Prix de Monaco. Les pilotes s'élancent immédiatement en piste afin de boucler un tour d'installation. Cette séance pourrait n'être que peu utile pour préparer la qualification car des averses sont annoncées pour l'après-midi. Kimi Räikkönen réalise le premier tour chronométré en 1 min 21 s 162, temps rapidement battu par Michael Schumacher en 1 min 20 s 473,,.
Räikkönen reprend ensuite son bien en 1 min 18 s 993 mais est alors battu par Nico Rosberg (1 min 18 s 923). Räikkönen améliore en deux temps (1 min 18 s 039 puis 1 min 17 s 865) avant de céder le commandement à Paul di Resta (1 min 17 s 390) puis à Romain Grosjean (1 min 16 s 812, 1 min 16 s 359 et 1 min 15 s 811). Les premiers pilotes rentrent au stand pour mettre des pneus tendres à mi-séance et, ainsi chaussé, Nico Rosberg s'installe en tête en 1 min 15 s 751 et 1 min 15 s 159, temps qui ne sera pas amélioré,,.
Lors de cette séance, Sergio Pérez, Sebastian Vettel et Timo Glock effectuent une sortie de piste, sans dommage pour leur monoplace. À cinq minutes de la fin, Paul di Resta part en glissade au freinage de la chicane du tunnel et endommage son aileron avant. À trois minutes du drapeau à damier, Pastor Maldonado tape le rail au virage du casino, détruit sa suspension et répand des débris sur la piste, ce qui provoque l'interruption définitive anticipée de la session,,.
Lors de cette sortie de piste, Maldonado entre en collision avec la Sauber C31 de Sergio Pérez, qui se plaignait depuis plusieurs tours du comportement du Vénézuélien, et est jugé coupable de l'accrochage. Cet incident, considéré comme évitable par les commissaires de la FIA, lui vaut une pénalité de dix places sur la grille de départ du Grand Prix,,.

## Séance de qualifications

### Résultats des qualifications

#### Session Q1

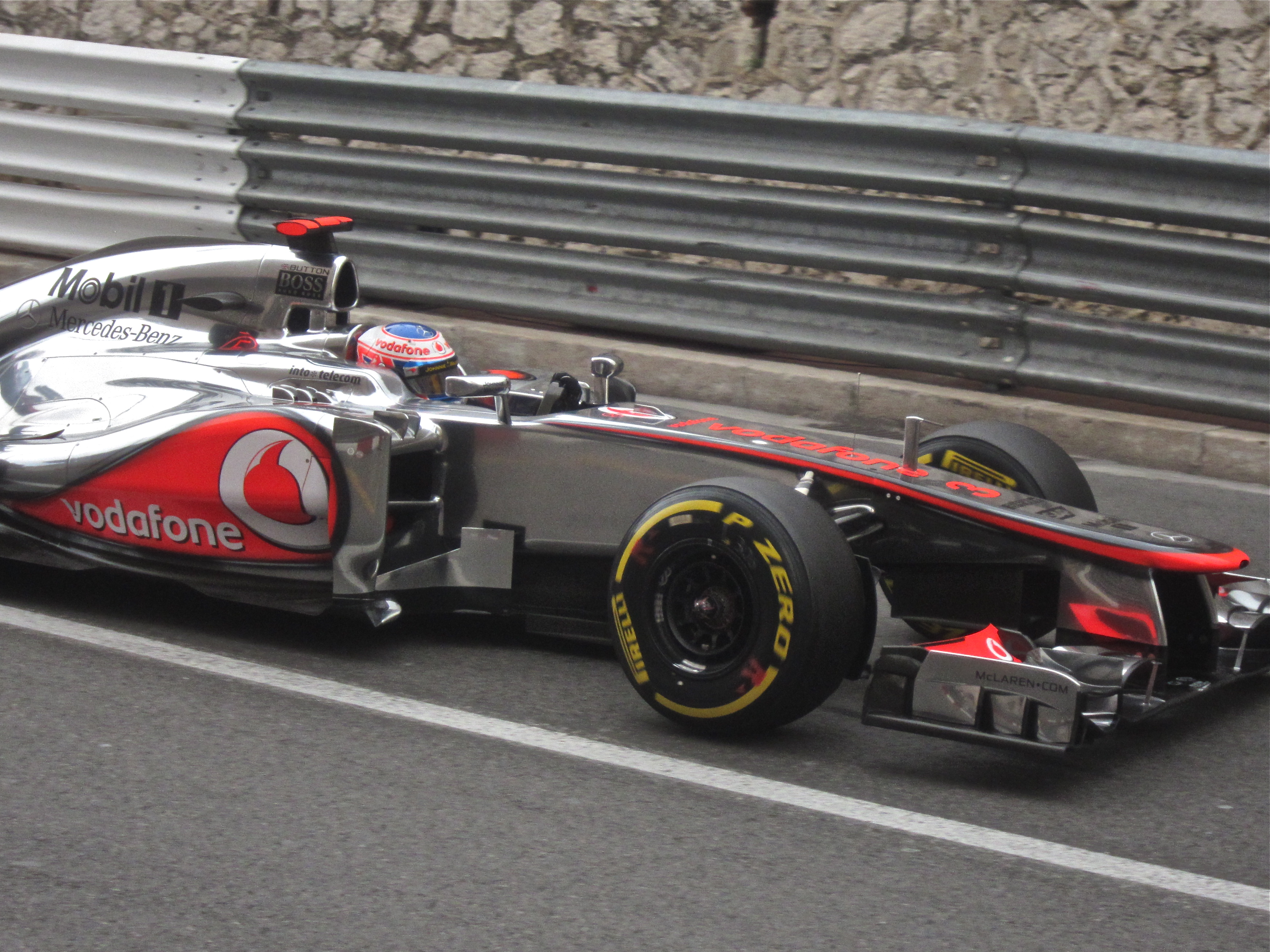
Jenson Button à Monaco en 2012.

La température ambiante est de 23 °C et la piste est à 39 °C au départ de la séance de qualification. La pluie redoutée n'est pas au rendez-vous. Les pilotes s'élancent très vite en piste et Charles Pic établit le premier tour chronométré en 1 min 22 s 752, temps aussitôt battu par Pastor Maldonado (1 min 19 s 773), Kamui Kobayashi (1 min 18 s 308) et Fernando Alonso (1 min 17 s 128) avant que Sergio Pérez tape le muret et provoque une interruption de la séance,,.
Il reste un quart d'heure lorsque la séance est relancée, et tous les pilotes hormis Pérez se lancent sur la piste dès son ouverture. Michael Schumacher prend la tête en 1 min 16 s 441 mais son temps est amélioré par son coéquipier Nico Rosberg (1 min 15 s 929). Schumacher reprend un temps la tête (1 min 15 s 873) mais Nico Hülkenberg, en pneus tendres, améliore en 1 min 15 s 418,,.
En manque de performance, Kimi Räikkönen et Sebastian Vettel rentrent au stand à trois minutes de la fin, chaussent des pneus tendres et parviennent à se qualifier pour l'étape suivante. Les sept pilotes éliminés sont Sergio Pérez, Narain Karthikeyan, Charles Pic, Pedro de la Rosa, Timo Glock, Vitaly Petrov et Heikki Kovalainen,,.

#### Session Q2
Les pilotes se relancent en piste dès son ouverture, tous chaussés désormais en pneus tendres. Jean-Éric Vergne tourne en 1 min 16 s 885 mais laisse immédiatement la tête à Nico Rosberg (1 min 15 s 022). Le pilote français tape alors le rail à la sortie du tunnel et rentre au stand au ralenti,,.
Felipe Massa améliore en 1 min 14 s 911 et réalise ainsi le meilleur temps de la session. Les sept pilotes éliminés sont Jean-Éric Vergne, Bruno Senna, Daniel Ricciardo, Paul di Resta, Kamui Kobayashi, Nico Hülkenberg et Jenson Button,,.

#### Session Q3

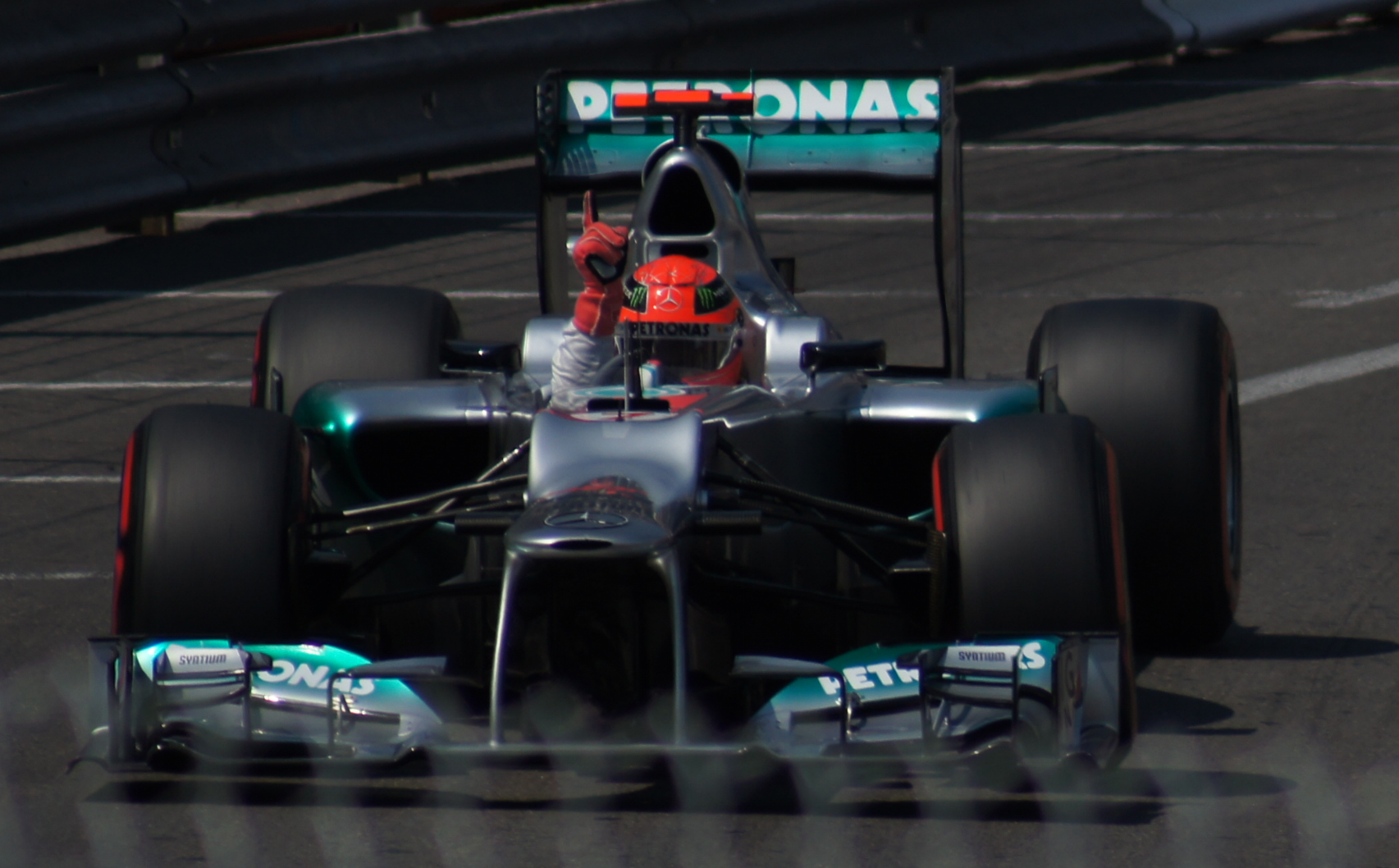
Michael Schumacher réalise le meilleur temps des qualifications, mais ne décroche pas pour autant la pole position à cause d'une pénalité de cinq places.

Pastor Maldonado s'installe en tête en 1 min 15 s 254 mais Romain Grosjean améliore aussitôt en 1 min 14 s 639 avant que Nico Rosberg n'établisse un tour lancé en 1 min 14 s 572. Les pilotes Ferrari et Sebastian Vettel ne sont pour leur part pas encore sortis de leur stand,,.
Felipe Massa s'élance alors devant Fernando Alonso et Sebastian Vettel qui rentre aussitôt sans boucler de tour chronométré. En fin de séance, Mark Webber prend l'avantage en 1 min 14 s 381 lorsque Michael Schumacher réalise un tour en 1 min 14 s 301, meilleur temps de la séance de qualification, et devance Mark Webber, Nico Rosberg, Lewis Hamilton et Romain Grosjean,,.
Pour autant, la pole position revient à Mark Webber puisque Schumacher a été pénalisé de cinq places sur la grille de départ à cause de son accrochage avec Bruno Senna au Grand Prix précédent,,.

### Grille de départ
| Pos.                                                                                      | Pilote                  | Écurie               | Qualifications 1 | Qualifications 2 | Qualifications 3 |
| ----------------------------------------------------------------------------------------- | ----------------------- | -------------------- | ---------------- | ---------------- | ---------------- |
| 1                                                                                         | Michael Schumacher SREC | Mercedes             | 1 min 15 s 873   | 1 min 15 s 062   | 1 min 14 s 301   |
| 2                                                                                         | Mark Webber SREC        | Red Bull-Renault     | 1 min 16 s 013   | 1 min 15 s 035   | 1 min 14 s 381   |
| 3                                                                                         | Nico Rosberg SREC       | Mercedes             | 1 min 15 s 900   | 1 min 15 s 022   | 1 min 14 s 448   |
| 4                                                                                         | Lewis Hamilton SREC     | McLaren-Mercedes     | 1 min 16 s 063   | 1 min 15 s 166   | 1 min 14 s 583   |
| 5                                                                                         | Romain Grosjean SREC    | Lotus-Renault        | 1 min 15 s 718   | 1 min 15 s 219   | 1 min 14 s 639   |
| 6                                                                                         | Fernando Alonso SREC    | Ferrari              | 1 min 16 s 153   | 1 min 15 s 128   | 1 min 14 s 948   |
| 7                                                                                         | Felipe Massa SREC       | Ferrari              | 1 min 15 s 983   | 1 min 14 s 911   | 1 min 15 s 049   |
| 8                                                                                         | Kimi Räikkönen SREC     | Lotus-Renault        | 1 min 15 s 889   | 1 min 15 s 322   | 1 min 15 s 199   |
| 9                                                                                         | Pastor Maldonado SREC   | Williams-Renault     | 1 min 16 s 017   | 1 min 15 s 026   | 1 min 15 s 245   |
| 10                                                                                        | Sebastian Vettel SREC   | Red Bull-Renault     | 1 min 15 s 757   | 1 min 15 s 234   | Pas de temps     |
| 11                                                                                        | Nico Hülkenberg SREC    | Force India-Mercedes | 1 min 15 s 418   | 1 min 15 s 421   |                  |
| 12                                                                                        | Kamui Kobayashi SREC    | Sauber-Ferrari       | 1 min 15 s 648   | 1 min 15 s 508   |                  |
| 13                                                                                        | Jenson Button SREC      | McLaren-Mercedes     | 1 min 16 s 399   | 1 min 15 s 536   |                  |
| 14                                                                                        | Bruno Senna SREC        | Williams-Renault     | 1 min 15 s 923   | 1 min 15 s 709   |                  |
| 15                                                                                        | Paul di Resta SREC      | Force India-Mercedes | 1 min 16 s 062   | 1 min 15 s 718   |                  |
| 16                                                                                        | Daniel Ricciardo SREC   | Toro Rosso-Ferrari   | 1 min 16 s 360   | 1 min 15 s 878   |                  |
| 17                                                                                        | Jean-Éric Vergne SREC   | Toro Rosso-Ferrari   | 1 min 16 s 491   | 1 min 16 s 885   |                  |
| 18                                                                                        | Heikki Kovalainen SREC  | Caterham-Renault     | 1 min 16 s 538   |                  |                  |
| 19                                                                                        | Vitaly Petrov SREC      | Caterham-Renault     | 1 min 17 s 404   |                  |                  |
| 20                                                                                        | Timo Glock              | Marussia-Cosworth    | 1 min 17 s 947   |                  |                  |
| 21                                                                                        | Pedro de la Rosa        | HRT-Cosworth         | 1 min 18 s 096   |                  |                  |
| 22                                                                                        | Charles Pic             | Marussia-Cosworth    | 1 min 18 s 476   |                  |                  |
| 23                                                                                        | Narain Karthikeyan      | HRT-Cosworth         | 1 min 19 s 310   |                  |                  |
| Temps minimal à réaliser pour la qualification : 1 min 20 s 697 (107 % de 1 min 15 s 418) |                         |                      |                  |                  |                  |
| 24                                                                                        | Sergio Pérez SREC       | Sauber-Ferrari       | Pas de temps     |                  |                  |

- Michael Schumacher, auteur du meilleur temps des qualifications, est pénalisé de cinq places sur la grille de départ pour avoir provoqué un accident lors du Grand Prix d'Espagne. Il s'élance depuis la sixième position sur la grille.
- Pastor Maldonado, auteur du neuvième temps des qualifications, est pénalisé de dix places sur la grille de départ pour avoir provoqué un accident lors de la troisième séance d'essais libres. Il reçoit aussi une pénalité de cinq places pour avoir changé de boîte de vitesses au cours du week-end et s'élance finalement depuis la dernière position[22].
- Sergio Pérez, qui n'a pas réalisé de tour chronométré en qualification, obtient une dérogation des commissaires de course et peut participer au Grand Prix. Il doit s'élancer de la dernière position sur la grille de départ mais gagne une place en raison des pénalités de Maldonado et part avant-dernier.

## Course

### Déroulement de l'épreuve

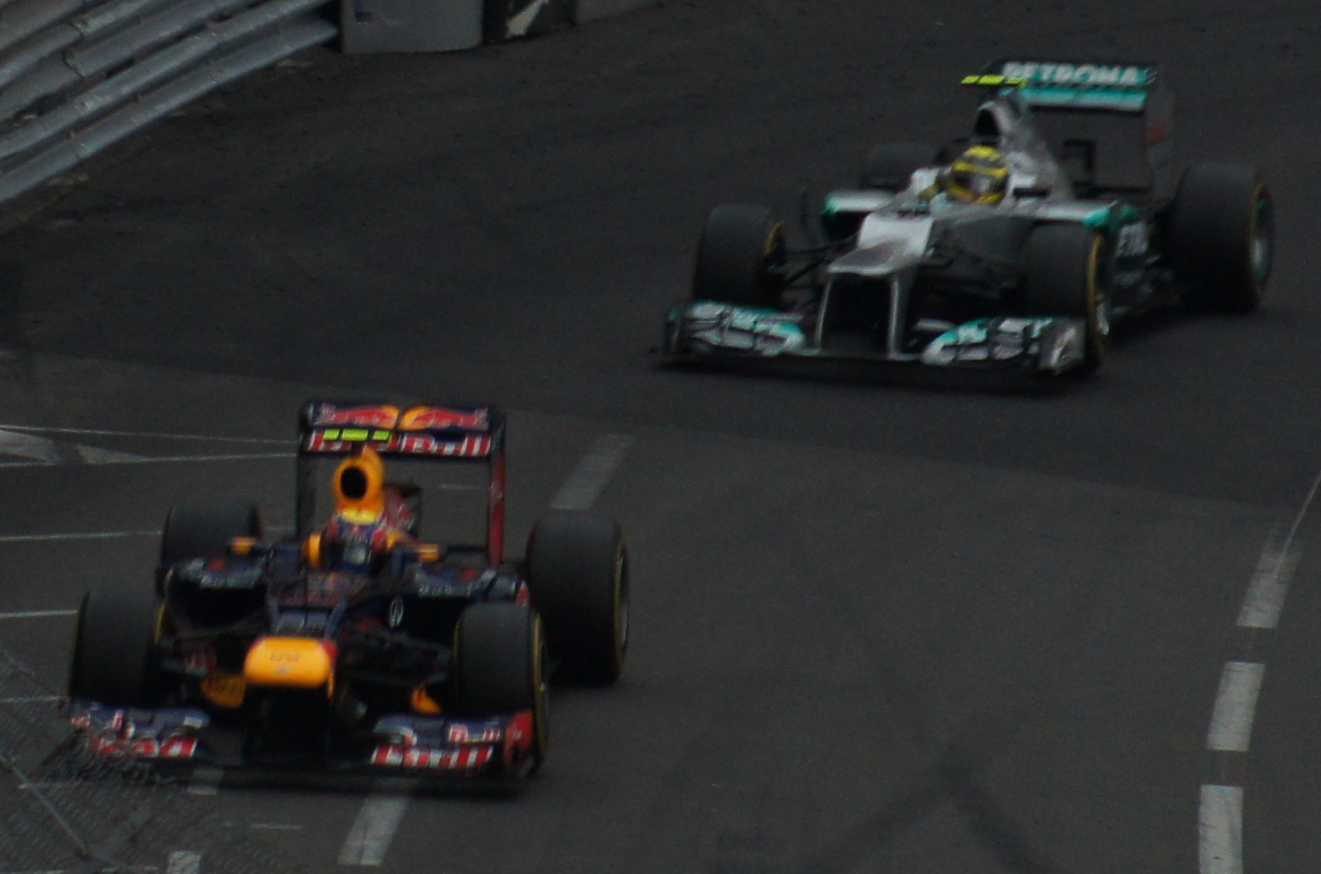
Dans le dernier tour de course, Mark Webber, futur vainqueur, est talonné par Nico Rosberg, second sous le drapeau à damier.

La température de l'air est de 22 °C et la piste est à 35 °C au départ du Grand Prix de Monaco. Si le soleil brille, la pluie est annoncée à partir de la mi-course, en quantité limitée. Mark Webber est en pole position pour la première fois de la saison et partage la première ligne avec Nico Rosberg. Alors que tous les pilotes du haut de la grille sont en pneus tendres, Sebastian Vettel, neuvième, est le seul à avoir choisi de s'élancer en pneus durs. À l'extinction des feux, Webber conserve la tête de la course devant Nico Rosberg, Lewis Hamilton, Fernando Alonso, Felipe Massa et Sebastian Vettel. Romain Grosjean rate son envol à cause d'un souci d’embrayage et est légèrement touché par Alonso sur sa droite. Il se décale alors vers la gauche de la piste où Schumacher s'est déjà engouffré et le percute : si Schumacher parvient à poursuivre sa route, le Français casse sa suspension arrière gauche, part en tête-à-queue et abandonne. Cet accident a des conséquences à l'arrière du peloton : si certains concurrents réussissent à couper la chicane pour éviter Grosjean immobilisé en pleine trajectoire, Pastor Maldonado, Pedro de la Rosa et Kamui Kobayashi abandonnent tous les trois à la suite de contacts provoqués par un carambolage. La voiture de sécurité entre aussitôt en piste pour permettre aux commissaires de piste d'évacuer les nombreux débris,,.
Derrière la voiture de sécurité, Webber devance Rosberg, Hamilton, Alonso, Massa, Vettel, Kimi Räikkönen, Schumacher, Nico Hülkenberg, Bruno Senna, Paul di Resta, Daniel Ricciardo, Heikki Kovalainen, Jenson Button, Timo Glock, Charles Pic, Jean-Éric Vergne, Sergio Pérez, Vitaly Petrov, Narain Karthikeyan et Kobayashi, qui ne va pas tarder à abandonner,,.
La course est relancée au troisième tour et Mark Webber, derrière lequel s'est formé un train de monoplaces, parvient peu à peu à creuser un écart sur ses poursuivants. Au treizième tour, l'Australien a presque 2 secondes d'avance sur Rosberg, 3 s sur Hamilton, 6 s sur Alonso, 7 s sur Massa, 8 s sur Vettel, 9 s sur Räikkönen et Schumacher, 10 s sur Hülkenberg et 12 s sur Senna,,.
Vergne s'arrête le premier changer ses pneus au dix-septième tour tandis que les autres pilotes retardent au maximum leur arrêt car la pluie est annoncée. Ainsi, Rosberg s'arrête dix tours plus tard, Webber, Hamilton, Räikkönen, Hülkenberg, Senna au vingt-neuvième tour, Alonso, Kovalainen et Glock au suivant, Massa au trente-et-unième tour, Schumacher et Pérez au trente-quatrième et di Resta au suivant. Seul Sebastian Vettel, parti en pneus durs, ne s'est pas arrêté et mène désormais la course devant Webber, Rosberg, Alonso, Hamilton et Massa. Avec ses pneus durs usagés, Vettel est plus rapide d'une seconde au tour que ses poursuivants qui ont des pneus durs neufs. Vettel s'arrête au quarante-sixième tour et reprend la piste devant Lewis Hamilton, en quatrième position,,.
Au quarante-septième passage, Webber possède 1 seconde d'avance sur Rosberg, 2 secondes sur Alonso, 3 secondes sur Vettel et 4 secondes sur Hamilton ; suivent Massa, Schumacher, Vergne, di Resta et Hülkenberg. Tous les pilotes baissent alors leur rythme de course pour aller jusqu'au drapeau à damier sans avoir à changer une nouvelle fois de pneumatiques. À une quinzaine de tours de l'arrivée, Michael Schumacher commence à avoir des ennuis de pression d'essence et se fait dépasser par Jean-Éric Vergne qui accède à la septième place. Schumacher est ensuite doublé par Paul di Resta et son coéquipier Nico Hülkenberg avant d'abandonner au soixante-troisième tour,,.
Alors qu'il reste douze tours, la pluie tant annoncée fait son apparition, de façon très sporadique, sur le circuit. Mark Webber, par prudence, ralentit et tous ses poursuivants comblent leur retard sur lui. Nico Rosberg est désormais à moins d'une seconde de l'Australien au soixante-huitième tour. À huit tours du terme, il n'y a plus que 3 secondes d'écart entre Webber, toujours premier, et Massa, sixième. Si l'averse s'intensifie, la piste n'est toujours pas assez humide pour chausser des pneus intermédiaires. Pour autant, Vergne rentre changer ses pneus au soixante-dixième tour et ressort des stands en pneus intermédiaires, désormais hors des points. Heikki Kovalainen, douzième, doit également passer par les stands car il a cassé son aileron avant en défendant sa position face à Button,,.
Mark Webber remporte la victoire, ce qui fait de lui le sixième vainqueur différent en six Grands Prix. Rosberg termine deuxième et Fernando Alonso complète le podium ; suivent pour l'attribution des points : Sebastian Vettel, Lewis Hamilton, Felipe Massa, Paul di Resta, Nico Hülkenberg, Kimi Räikkönen et Bruno Senna,,.

### Classement de la course
| Pos. | no | Pilote                  | Écurie               | Tours | Temps/Abandon                                | Grille | Points |
| ---- | -- | ----------------------- | -------------------- | ----- | -------------------------------------------- | ------ | ------ |
| 1    | 2  | Mark Webber SREC        | Red Bull-Renault     | 78    | 1 h 46 min 06 s 557 (147,312 km/h)           | 1      | 25     |
| 2    | 8  | Nico Rosberg SREC       | Mercedes             | 78    | + 0 s 643                                    | 2      | 18     |
| 3    | 5  | Fernando Alonso SREC    | Ferrari              | 78    | + 0 s 947                                    | 5      | 15     |
| 4    | 1  | Sebastian Vettel SREC   | Red Bull-Renault     | 78    | + 1 s 343                                    | 9      | 12     |
| 5    | 4  | Lewis Hamilton SREC     | McLaren-Mercedes     | 78    | + 4 s 101                                    | 3      | 10     |
| 6    | 6  | Felipe Massa SREC       | Ferrari              | 78    | + 6 s 195                                    | 7      | 8      |
| 7    | 11 | Paul di Resta SREC      | Force India-Mercedes | 78    | + 41 s 537                                   | 14     | 6      |
| 8    | 12 | Nico Hülkenberg SREC    | Force India-Mercedes | 78    | + 42 s 562                                   | 10     | 4      |
| 9    | 9  | Kimi Räikkönen SREC     | Lotus-Renault        | 78    | + 44 s 036                                   | 8      | 2      |
| 10   | 19 | Bruno Senna SREC        | Williams-Renault     | 78    | + 44 s 516                                   | 13     | 1      |
| 11   | 15 | Sergio Pérez SREC       | Sauber-Ferrari       | 77    | + 1 tour                                     | 24     |        |
| 12   | 17 | Jean-Éric Vergne SREC   | Toro Rosso-Ferrari   | 77    | + 1 tour                                     | 16     |        |
| 13   | 20 | Heikki Kovalainen SREC  | Caterham-Renault     | 77    | + 1 tour                                     | 17     |        |
| 14   | 24 | Timo Glock              | Marussia-Cosworth    | 77    | + 1 tour                                     | 19     |        |
| 15   | 23 | Narain Karthikeyan      | HRT-Cosworth         | 76    | + 2 tours                                    | 22     |        |
| 16   | 3  | Jenson Button SREC      | McLaren-Mercedes     | 70    | Crevaison                                    | 12     |        |
| Abd. | 16 | Daniel Ricciardo SREC   | Toro Rosso-Ferrari   | 65    | Direction                                    | 15     |        |
| Abd. | 25 | Charles Pic             | Marussia-Cosworth    | 64    | Panne électrique                             | 21     |        |
| Abd. | 7  | Michael Schumacher SREC | Mercedes             | 63    | Pression d'essence                           | 6      |        |
| Abd. | 21 | Vitaly Petrov SREC      | Caterham-Renault     | 15    | Panne électrique                             | 18     |        |
| Abd. | 14 | Kamui Kobayashi SREC    | Sauber-Ferrari       | 5     | Casse de suspension après accident           | 11     |        |
| Abd. | 22 | Pedro de la Rosa        | HRT-Cosworth         | 1     | Casse d'aileron arrière après accident       | 20     |        |
| Abd. | 18 | Pastor Maldonado SREC   | Williams-Renault     | 0     | Accrochage                                   | 24     |        |
| Abd. | 10 | Romain Grosjean SREC    | Lotus-Renault        | 0     | Casse de suspension arrière après accrochage | 4      |        |

### Pole position et record du tour
Mark Webber réalise la dixième pole position de sa carrière, sa deuxième à Monaco et sa première de la saison. Sergio Pérez réalise le premier meilleur tour en course de sa carrière.
- Pole position :  Mark Webber (Red Bull-Renault) en 1 min 14 s 381 (161,654 km/h)[27].
- Meilleur tour en course :  Sergio Pérez (Sauber-Ferrari) en 1 min 17 s 296 (155,558 km/h) au quarante-neuvième tour[28].

### Tours en tête
Parti en pole position, Mark Webber réalise un bon départ et conserve sa première place jusqu'à la première salve d'arrêts au stand. Les deux pilotes Ferrari, Fernando Alonso et Felipe Massa, s'en emparent pendant un tour chacun avant de la céder à Sebastian Vettel qui a choisi une stratégie décalée. Quand il s'arrête à son tour, Webber reprend la première place et reste en tête jusqu'à l'arrivée malgré la pression de ses rivaux.
- Mark Webber : 61 tours (1-28 / 46-78)
- Fernando Alonso : 1 tour (29)
- Felipe Massa : 1 tour (30)
- Sebastian Vettel : 15 tours (31-45)

## Classements généraux à l'issue de la course
| Pos. | Pilote             | Écurie               | Points |
| ---- | ------------------ | -------------------- | ------ |
| 1    | Fernando Alonso    | Ferrari              | 76     |
| 2    | Sebastian Vettel   | Red Bull-Renault     | 73     |
| 3    | Mark Webber        | Red Bull-Renault     | 73     |
| 4    | Lewis Hamilton     | McLaren-Mercedes     | 63     |
| 5    | Nico Rosberg       | Mercedes             | 59     |
| 6    | Kimi Räikkönen     | Lotus-Renault        | 51     |
| 7    | Jenson Button      | McLaren-Mercedes     | 45     |
| 8    | Romain Grosjean    | Lotus-Renault        | 35     |
| 9    | Pastor Maldonado   | Williams-Renault     | 29     |
| 10   | Sergio Pérez       | Sauber-Ferrari       | 22     |
| 11   | Paul di Resta      | Force India-Mercedes | 21     |
| 12   | Kamui Kobayashi    | Sauber-Ferrari       | 19     |
| 13   | Bruno Senna        | Williams-Renault     | 15     |
| 14   | Felipe Massa       | Ferrari              | 10     |
| 15   | Nico Hülkenberg    | Force India-Mercedes | 7      |
| 16   | Jean-Éric Vergne   | Toro Rosso-Ferrari   | 4      |
| 17   | Daniel Ricciardo   | Toro Rosso-Ferrari   | 2      |
| 18   | Michael Schumacher | Mercedes             | 2      |

| Pos. | Écurie               | Points |
| ---- | -------------------- | ------ |
| 1    | Red Bull-Renault     | 146    |
| 2    | McLaren-Mercedes     | 108    |
| 3    | Ferrari              | 86     |
| 4    | Lotus-Renault        | 86     |
| 5    | Mercedes             | 61     |
| 6    | Williams-Renault     | 44     |
| 7    | Sauber-Ferrari       | 41     |
| 8    | Force India-Mercedes | 28     |
| 9    | Toro Rosso-Ferrari   | 6      |

## Statistiques
Le Grand Prix de Monaco 2012 représente :
- la 10e pole position de sa carrière pour Mark Webber[32] ;
- la 8e victoire de sa carrière pour Mark Webber[33] ;
- le 1er meilleur tour en course de sa carrière pour Sergio Pérez[34] ;
- la 29e victoire pour Red Bull Racing en tant que constructeur[35] ;
- la 145e victoire pour Renault en tant que motoriste[36].

Au cours de ce Grand Prix :
- Pour la première fois depuis la création du championnat du monde en 1950, les six premières courses sont remportées par six pilotes différents[37].
- Nigel Mansell (187 Grands Prix, 31 victoires, 32 pole positions, 30 meilleurs tours, 59 podiums, 482 points, champion du monde 1992) est nommé assistant des commissaires de course.